# Марущак Анатолій Петрович
Анатолій Петрович Марущак (нар. 8 листопада 1953, Каменськ-Шахтинський) — український письменник, поет, журналіст і телерадіоведучий; член Національної спілки письменників України з 2011 року, Національної спілки кінематографістів України і Національної спілки журналістів України.

## Біографія
Народився 8 листопада 1953 року в місті Каменську-Шахтинському (Ростовська область, Росія) у родині військового. 1976 року закінчив Одеський університет. З 1978 року у Херсоні. Працював редактором радіо Херсонського суднобудівного об'єднання, диктором і редактором обласного радіо, головним редактором телебачення філії ПАТ НСТУ «Херсонська регіональна дирекція „Скіфія“».

## Творчість
Автор 16 книжок поезій і прози. Серед них:
- «Паростки» 1980;
- «Высокий двор». Одеса, 1990 (у співавторстві);
- «Утоли мои печали». Херсон, 1999;
- «Вольный стиль». Херсон, 1999;
- «Непослушные пальцы». Херсон, 2001;
- «Почему веселый кит не приплыл на остров Крит». Херсон, 2002;
- «Тайна турецкой скалы». Херсон, 2002 (у співавторстві);
- «У слові і в мовчанні». Херсон, 2003;
- «Мандри наосліп». Херсон, 2005;
- «Шалений ферзь». Херсон, 2007;
- «Ключи от приключений». Одеса, 2007 (у співавторстві);
- «Щоденник вітру». Херсон, 2008;
- «Доктор ГО». Херсон, 2010;
- «86 400: Поезії». Херсон, 2012;
- «Веселый букворяд. Каллиграммы». Херсон, 2013;
- «П'ятнадцятий камінь». Херсон, 2013;
- «Книга живих». Херсон, 2016.

За роки роботи на телебаченні підготував близько трьох тисяч сюжетів про життя Херсона і краю. Автор циклів передач, які транслювались у програмах Першого Національного каналу:
- «У неділю вранці»;
- «Чарівна регата»;
- «Планета людей»;
- передачі «Підранки»;
- «Земля Сотникова»;
- «Коста»;
- «Згадаємо поіменно»;
- «Коли дерева були сумними»;
- «Північні люди південного краю»;
- «Я не здамся без бою»;
- «Пам'ятник, в який не стріляли»;
- «Стовідсоткова луна».

Усі вони лауреати міжнародних і всеукраїнських конкурсів.
З 1992 року в ефірі його програма «Літературна скарбниця Таврійського краю». Це 250 передач про культурних діячів — письменників, режисерів, акторів, літературознавців, художників, скульпторів, чиє життя і творчість пов'язані з Херсоном і областю.
Автор телевізійного проекту «Золотий літопис Таврійського краю» — понад 300 серій про життя видатних і пересічних херсонців, про створення Херсона, як великого обласного Центру.

## Відзнаки
- Літературна премія імені М. Куліша (2007);
- Премія Катерини Мандрик-Куйбіди[1];
- міжнародна «Корнійчуковська премія» (2015);
- Орден «За заслуги» 3-го ступеня (2009)[2];
- знак «За особливі заслуги в інформаційній сфері»;
- Орден Святого Рівноапостольного князя Володимира Великого;
- Відзначений «Золотим пером» і «Золотою медаллю української журналістики»[1];
- Заслужений журналіст України;
- Почесний громадянин міста Херсона (рішення Херсонської міської ради від 28 серпня 2018 року № 1576; за вагомий внесок в українську журналістику, заслуги перед громадою міста у створенні документального літопису Херсона другої половини ХХ століття, значний внесок у літературну скарбницю та на честь 240-ї річниці міста Херсона)[1].